# Энцо
Энцо или Генрих Сардинский, Хайнц, Энцио (итал. Enzo di Sardegna; 1212/1225 — 1272) — любимый бастард императора Священной Римской империи Фридриха II Гогенштауфена, правитель Корсики и Сардинии по браку, номинальный король. Видный представитель сицилийской поэтической школы.

## Биография

### Имя, дата рождения и происхождение матери
Имя Энцо (итал. Enzo) — это итальянский вариант уменьшительной формы Хайнц (нем. Heinz) имени Генрих (нем. Heinrich).

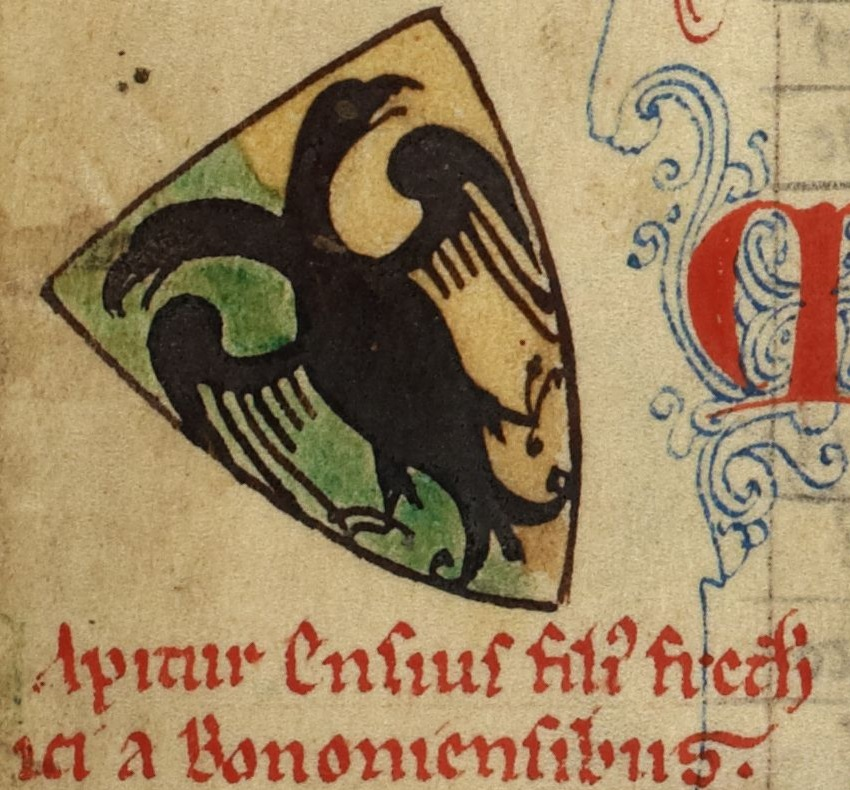
Герб Энцо Сардинского

Год рождения Энцо неизвестен. «Биографический словарь итальянцев» приводит сведения историков XVI века Леандро Альберти и Керубино Гирардаччи, утверждавших, что, когда в 1249 году Энцо попал в плен, ему не было 25 лет. Но ниже словарь приводит мнение историка XIX века Юйяр-Бреоля, считавшего маловероятным, что Энцо родился в 1224 году, так как в 1239 году император Фридрих II назначил этого сына имперским наместником  в Италии, что было бы маловероятно, если бы Энцо было бы всего 15 лет. Сторонники этой точки зрения относят рождение к 1220 году или раньше. Третьей важной датой для определения возраста считают возраст в момент заключения брака в 1238 году. Невесте было больше 30 лет, что наталкивает ряд исследователей на мысль, что жениху было 16 лет или больше. Это, по мнению «Биографического словаря итальянцев», сдвигает дату к 1222 году.
В зависимости от этого указывают даты рождения в диапазоне от 1212/1215 до 1225 года: 1212/1216, 1215, 1220, 1225 годы.
Точных данных об имени матери Энцо нет. Германоязычные авторы матерью называли швабскую дворянку Адельхейд, которую часть из них отождествляла с Адельхейдой фон Урслинген, со стороны отца вела происхождение от Церингенов. В пользу этой версии говорит, что Энцо знал немецкий язык. Итальянские историки пишут, что его мать и он сам были родом из Кремоны. Тут он провёл детство, тут был посвящен в рыцари, тут его единоутробная сестра Катарина ди Марано вышла замуж за Джакомо дель Карретто.
В 1230-е годы отец Энцо, император Фридрих II Гогенштауфен, вёл активную борьбу с папством. В ноябре 1237 года император одержал победу в битве при Кортенуова. Один из авторов Энциклопедического словаря Брокгауза и Ефрона в 1892 году утверждал, что Энцо, хотя и был «13-летним юношей», был духовно и физически развит и проявил себя в этой битве. Большинство авторов начинают биографию Энцо с событий 1238 года. В октябре 1238 года в Кремоне Фридрих II посвятил его в рыцари.

### Король

Юдикаты Сардинии

Вскоре после посвящения в рыцари (в октябре 1238 года или в 1239 году) Энцо женился на Аделасии ди Торрес. Она была вдовой юдикта Галлуры Убальдо Висконти. Энцо получил в приданое за женой половину Сардинии (область Лагудоро или Торрес вместе с Галлурой) и стал именоваться король Торре и Галлуры. В 1239 году император даровал ему корсиканскую и сардинскую корону. Но эти королевства фактически были номинальными. Во времена Римской империи они составляли одну провинцию. Потом входила в состав Византии.. Постепенно власть Византии ослабела, а на острове возникло 4 юдиката. В начале XI века папа римский провозгласил себя сюзереном и покровителем этих земель, а торговые республики Пиза и Генуя (получив согласие у папы) взяли острова под свой контроль. Вначале Пиза, Генуя и папа римский постарались расширить свою власть на Сардинии. В 1237 году папа Григорий IX направил своего легата на остров и тот принял присягу от местных правителей. Юбдикт Галлуры Убальдо Висконти перед смертью в 1238 году завещал Галлуру своему несовершеннолетнему родичу. Папа римский планировал выдать Аделасию ди Торрес за лояльного Риму пизанца Гвельфо де Поркари. Генуэзский дом Дориа, посчитав этот вариант брака Аделасии опасным для Генуи, устроил её брак с Энцо.
В двадцать четыре года был назначен наместником Тосканы и в том же 1239 году в Вербное воскресенье вместе с Фридрихом попал под второе церковное отлучение Григория IX, считавшего Сардинию своим леном как наследство маркграфини Матильды Тосканской (1046—1115).
В 1241 году Энцо оказал важную услугу своему отцу Фридриху в его борьбе с папой Григорием IX, возглавив флот, который перехватил корабли, доставлявшие прелатов из Франции и Испании на собор в Рим. Собор должен был утвердить отлучение Фридриха II от римско-католической церкви и лишить его титула императора, но из-за пленения участников планы папы были сорваны.
Из-за происков папы Иннокентия IV Аделасия в 1246 году получила развод с Энцо. В качестве причины называлась неверность супруга: Энцо жил на Сардинии лишь девять месяцев после свадьбы. Утратив права на сардинские владения, Энцо удалился в северную Италию, где десять лет воевал с городами Ломбардской лиги.
Священный Престол поддерживался гвельфами во главе с Болоньей и Генуей, а гибеллины, возглавляемые Пизой и Сиеной, поддерживали императора. Григорий IX решил созвать собор из кардиналов и духовенства со всей Европы, чтобы объединить силы и победить императора. Ломбардские и французские епископы, пытаясь избегнуть проезда по территориям, контролируемым Фридрихом, отправились из Генуи на корабле под охраной 20 генуэзских судов. Узнав об этом, Фридрих выслал флот из 27 сицилийских кораблей, к которым присоединились 40 пизанских. 3 мая 1241 года в битве при Джильо, командуя сицилийским флотом, Энцо разбил генуэзский флот. Часть судов была потоплена, а оставшиеся корабли захвачены и отбуксированы в Пизу. В плен попали архиепископ Безансона, три легата папы, аббаты Норбертина, Клюни и Клерво, в общей сложности более ста прелатов. Все пленные были заключены в тюрьмы Пизы, Сан-Миниато, часть была отвезена в тюрьмы Апулии. В Кёльнской королевской хронике эти события описаны так:
В том же году у итальянского города Януа собираются епископ Пренесте, легат Галлии, Отто, кардинал-легат Англии и римский дворцовый нотариус Григорий, легат Лангобардии. Вместе со многими другими епископами и аббатами из Галлии, Англии и многочисленными посланниками от прелатов как из Германии, так и из других стран, они поднимаются на вооруженные галеры, чтобы отправиться в Рим и там принять участие в соборе. Они попали в засаду 57 пизанцев и короля Генриха Сардинского, родного сына императора, и были побеждены, при этом три галеры полностью затонули, а 22 были захвачены. Здесь попали в плен три названных легата и 4000 жителей Януи, а также много аббатов и других священников вместе с посланниками влиятельных людей.
Будучи заключены в тюрьмы Неаполя, многие из них там и умерли.
В 1247—1248 годах Энцо был с отцом во время осады Пармы, где Фридрих потерпел поражение.

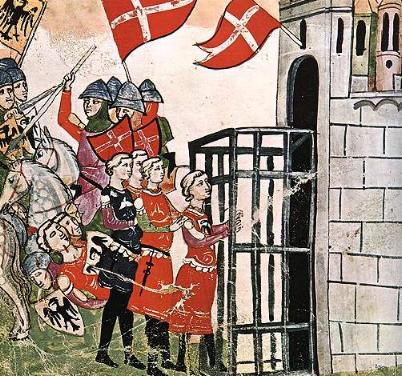
Пленение Энцо. «Новая хроника», Biblioteca Vaticana, ms. Chigiano L VIII 296, Джованни Виллани

26 мая 1249 года в битве при Фоссальте на берегу реки Панаро близ Модены, через несколько месяцев после заключения второго брака, Энцо заманили в западню. Находясь в арьергарде, он упал с лошади и попал в плен к папским союзникам, болонцам, с 400 рыцарями и 1200 пехотинцами. К пленнику относились с уважением: привезли в золотых цепях и клетке, содержали во дворце коммуны, позднее получившем его имя. Режим был относительно свободный: несколько лет он сожительствовал с Лючией Виадагола.
Фридрих II Гогенштауфен так и не смог вызволить его из плена до своей смерти ни угрозами, ни деньгами — болонцы отказывали ему. В 1269/1270 году друзья Энцо — знатные болонцы Пьетро Азинелли и Рааверио де Гонфалоньеро — попытались устроить его бегство. Рассказывают, что спрятанный в бочку, беглец был обнаружен по высунувшейся из неё пряди его великолепных золотых кудрей. С тех пор его стали сторожить более бдительно.

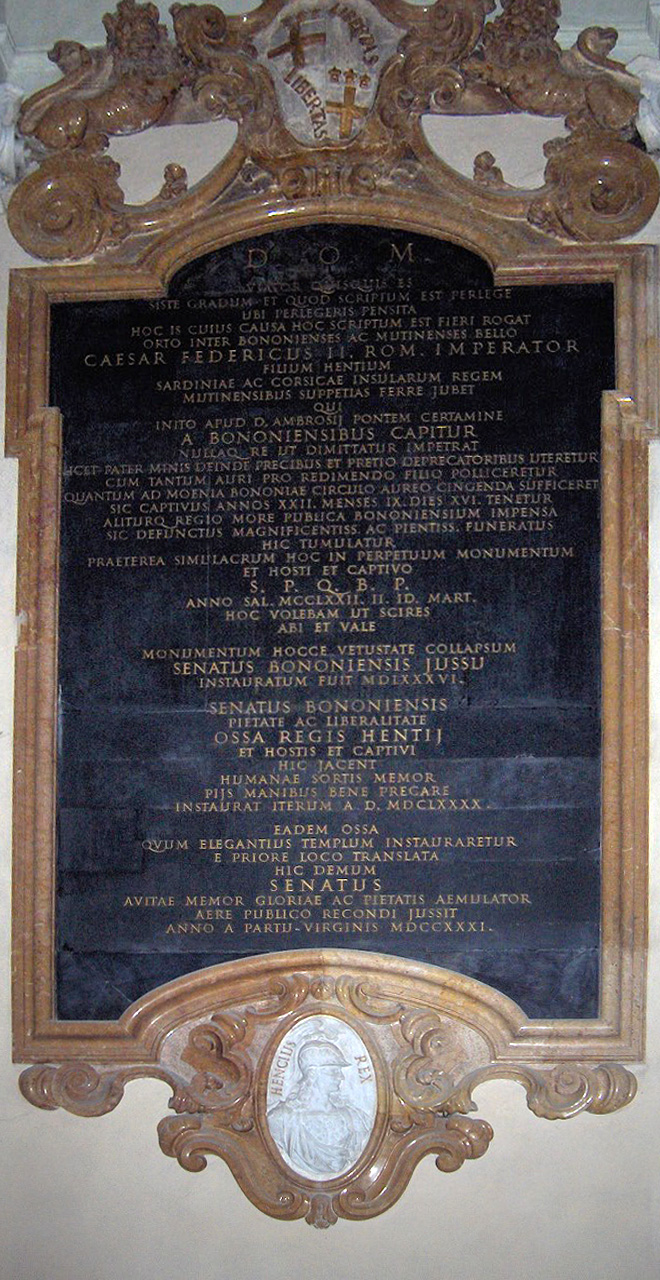
Надгробие Энцо в Болонском соборе

Энцо пробыл узником в Болонье двадцать три года до смерти 11 марта 1272 года; похоронен 14 марта в болонском соборе Св. Доминика с королевскими почестями: в пурпурной одежде с тиарой, скипетром и мечом.

## Облик и характер
«Биографический словарь итальянцев», ссылаясь на Адама Салимбене Пармского, описывает Энцо как блондина среднего роста, имевшего отважную душу, большое сердце, обладавшего веселым юмором, хорошим умом, бывшего смелым порой до безрассудства на войне.
Энцо был похож на отца внешне и увлечениями: за любовь к соколиной охоте  «Сокольничий», писал канцоны на сицилийском языке.
По словам Йозефа Мюльбахера, за грацию и эластичность получил прозвище Falconello (молодой сокол).

## Семья
Первым браком Энцо в октябре 1238 году женился на Аделазии ди Торрес (до 1207—1259), вдове пизанца Удобальдо II Висконти (1238), судьи Галуры. Она была старшей дочерью судьи Мариано II ди Торре и Агнессы ди Лакон-Масса.
После развода женился в 1247 году на Аделаиде ди Энни (1230/32-1251), дочери подесты Вероны Энрико III ди Энни и Беатрис Ланчия ди Буска. В этом браке родилась дочь Аделаида (ум. после 1301); муж во 2-м браке Рейнальд фон Урслинген (ум. после 1300/01).
У Энцо известно не менее четырёх бастардов. От некой Фраски не позднее 1236 года у него родилась дочь Елена ди Торре (пос. 1250 — пос.1272); муж с 1265/9 года Гвельфо II (1240—1295) из Пизы, старший сын Уголино делла Герардеска (ок. 1220—1289), граф Доноратико.
Его дети от Лючии ди Виадагола, по родословному преданию, положили начало гибеллинской семье купцов и правителей Болоньи — Бентивольо.

## Комментарии
1. ↑  У Фридриха II был другой сын  по имени Генрих (VII). Генрих (VII) был законнорождённым сыном императора, но был им лишён наследства.
2. ↑  «Биографический словарь итальянцев» использует термин «legato generale in Italia», который на русский авторы переводят по-разному: в книге Фердинанда Грегоровиуса «История города Рима в Средние века» — как «имперский правитель Италии»[8], Энциклопедический словарь Брокгауза и Ефрона именует его «наместником в Италии»[9].
3. ↑  В Средние века известны случаи, когда 1) невеста или жених были несовершеннолетними; 2) когда была большая разница в возрасте. И этим аргументом можно было пренебречь, но вскоре после брака Энцо был назначен наместником Италии
4. ↑  К этому роду принадлежал герцог Сполето Конрад фон Урслинген, но и его родство с Адельхейдой фон Урслинген лишь предполагается.
5. ↑  Также раньше выдвигалась версия, что он был сыном Бьянки Ланчии, матери Манфреда Сицилийского, например, она представлена в ранних томах Энциклопедии Брокгауза и Ефрона. Но «Биографический словарь итальянцев» рассматривает её как ошибочную, а Enciclopedia Italiana упоминает как позднюю версию
6. ↑  Э. Вис (считавший, что матерью Энцо была подруга Фридриха II с младенчества, Адельхайда фон Урслинген[17]) утверждал, что зимой 1235/1236 года эта Адельхайда привезла Энцо к Фридриху II в Эльзас[18]. Но источник этой информации не указал.